# Video System
Video System Co., Ltd. — японская компания, разработчик компьютерных игр. Занималась разработкой игр для разных систем, включая Super Nintendo, Neo-Geo и Nintendo 64. Компания была основана Кодзи Фурукава (Koji Furukawa).

## История компании
Компания выпустила много игр в разных жанрах в Японии и США, включая такие игры, как Karate Blazers, Rabio Lepus, Turbo Force, Super Volleyball и свой наиболее успешный продукт — серию игр Aero Fighters. Сотрудники, работавшие над Aero Fighters, впоследствии основали собственную компанию Psikyo.
Штаб-квартира компании была открыта в Японии. Впоследствии был открыт офис в США. Приблизительно в 1992 году он сменил название на McO’River, Inc. и стал заниматься распространением игровых автоматов Aero Fighters в США. Планы для американского отделения на 1993 год включали выпуск трёх игр, портированных основной компанией на SNES. За время, пока основная компания разработала и издала несколько игр, американский офис смог опубликовать только две из трёх игр — Hyper V-Ball в июне 1994 и Aero Fighters в ноябре 1994. Третья игра, F-1 Grand Prix 2, по неизвестным причинам так и не была выпущена в США.
Между 1994 и 1997 годами McO’River, Inc. была переименована в Video System U.S.A., Inc., и под этим именем издала игры AeroFighters Assault и F-1 World Grand Prix для Nintendo 64.
Между 1999 и 2000 годами американский офис был закрыт, а сама компания закрылась в 2001 году.